# Köke, Gelendost
Köke là một xã thuộc huyện Gelendost, tỉnh Isparta, Thổ Nhĩ Kỳ. Dân số thời điểm năm 2011 là 543 người.